# Nostalgia
A Nostalgia Ivan Král cseh zenész, a Patti Smith Group egykori tagjának szólólemeze. A lemezt 1995-ben a BMG Ariola adta ki, producer pedig maga Kral volt. Mellette a the Velvet Undergroundból hallható még Patti Smith és John Cale is.

## Dalok listája
| #   | Cím                   | Hossz |
| --- | --------------------- | ----- |
| 1.  | Perfect Moon          | 1:43  |
| 2.  | Rains Again           | 5:18  |
| 3.  | Winner Takes All      | 3:24  |
| 4.  | Shoes                 | 3:20  |
| 5.  | Speak to Me           | 3:18  |
| 6.  | Bless You             | 5:01  |
| 7.  | No One                | 3:26  |
| 8.  | Second Morning        | 4:12  |
| 9.  | Nothing Lasts Forever | 4:56  |
| 10. | Ahah                  | 3:33  |
| 11. | Seems Like Days       | 3:33  |
| 12. | Love You to Death     | 3:09  |

## Közreműködők
- Ivan Král – ének, gitár, basszusgitár, billentyűs hangszerek
- Andrej Šeban – gitár, billentyűs hangszerek
- Emil Frátrik − dobok
- Marek Minárik − basszusgitár
- Patti Smith − ének ("Perfect Moon")
- John Cale − zongora ("Perfect Moon")